# Simon van Vermandois
Simon van Vermandois (1093 - Seleucia aan de Tigris, 1148) was een Frans bisschop. Simon was een zoon van graaf Hugo I van Vermandois. In 1123 werd hij verkozen tot bisschop van het bisdom Doornik/Noyon. In 1142 werd hij echter door paus Innocentius II geëxcommuniceerd, omdat hij de scheiding had uitgesproken van het huwelijk van zijn broer Roeland I van Vermandois met Eleonora van Blois. 
Vervolgens nam hij, samen met Lodewijk VII van Frankrijk, deel aan de Tweede Kruistocht. Op de terugweg naar huis stierf hij in Seleucia aan de Tigris. Simon werd begraven in de abdij van Ourscamp, die hij in 1129 had gesticht met monniken van de abdij van Clairvaux.